# Bretea, Bistrița-Năsăud
Bretea (în dialectul săsesc Breta, în germană Breitau, Breit, în maghiară Magyarberéte) este un sat în comuna Șieu-Odorhei din județul Bistrița-Năsăud, Transilvania, România.

## Istorie
- Satul este atestat documentar în anul 1329 sub numele Berethe.
- Inițial a aparținut familiei nobiliare maghiare Somkerék, apoi a fost împărțit între familiile Bethlen și Almakerék.
- Deși inițial era un sat săsesc, sașii au fost asimilați de maghiarii veniți la scurt timp.
- Satul a fost multă vreme unanim maghiar, însă după  1657 s-au stabilit aici comunități de români venite din Moldova.
- În 1898 locuitorii au construit o biserică de lemn cu hramul Sfinților Arhangheli Mihail și Gavriil.

## Demografie
Componența etnică a satului Bretea (1941)
     Maghiari (83,04%)
     Români (16,96%)
Componența etnică a satului Bretea (2002)
     Maghiari (75,5%)
     Români (24,5%)
- La recensământul din 1941 populația satului era de 442 de locuitori, dintre care : 367 maghiari și 75 români.
- La recensământul din 2002 populația satului era de 220 de locuitori, dintre care : 165 maghiari și 54 români.